# Werelddag van het Godgewijde leven
De werelddag van het Godgewijde leven is een feestdag binnen de Rooms-Katholieke Kerk, die in 1997 werd ingesteld door paus Johannes-Paulus II. Bedoeling is om het religieuze leven en de religieuzen meer onder de aandacht te brengen. Deze dag wordt elk jaar gevierd op 2 februari, de feestdag van de Opdracht van de Heer, ook wel bekend als Maria-Lichtmis.